# Red Spur (Deception Island)
Der Red Spur (englisch für Roter Sporn) ist ein Gebirgskamm aus rotem Lavagestein und Agglomerat auf Deception Island im Archipel der Südlichen Shetlandinseln. Er erstreckt sich südöstlich des Crimson Hill am Ufer der Pendulum Cove.
Der britische Geologe Donald Durston Hawkes (* 1934) vom Falkland Islands Dependencies Survey kartierte ihn 1961. Polnische Wissenschaftler benannten ihn 1999 nach seiner rötlichen Erscheinung.